# Кирмайр, Карлус
Карлус Кирмайр (порт. Carlos Kirmayr; р. 23 сентября 1950, Сан-Паулу) — бразильский профессиональный теннисист и теннисный тренер. Победитель десяти турниров Гран-при в парном разряде, бывшая шестая ракетка мира в парном разряде.

## Игровая карьера
Карлус Кирмайр начал играть в теннис в четыре года. В 11 лет впервые участвовал в юниорском чемпионате Бразилии (в возрасте до 12 лет), где дошёл до финала. В 17 лет отправился в США, где четыре года учился и играл в теннис за команды колледжа Модесто и Университета штата Калифорния в Сан-Хосе.
С 1971 года Кирмайр выступал в составе сборной Бразилии в Кубке Дэвиса, за которую провёл до 1986 года 28 матчей, одержав 34 победы (17 в парном разряде) при 22 поражениях (15 в одиночном и 7 в парном разряде). На индивидуальном уровне он обратил на себя внимание в 1975 году, обыграв на Открытом чемпионате Франции Александра Метревели — на тот момент 22-ю ракетку мира. На следующий год Кирмайр достиг первых крупных успехов в профессиональном теннисе, выиграв за сезон три турнира Гран-при в парном разряде и дойдя до финала турнира в Сантьяго (Чили) в одиночном разряде.
Следующие два года прошли для Кирмайра без особых достижений, в рейтинге он балансировал на грани первой сотни сильнейших игроков, закрепившись в ней к концу 1978 года. За 1979 год Кирмайр четыре раза выходил в финал турниров Гран-при в парном разряде и выиграл два из них, нанеся с соотечественником Кассиу Моттой поражения таким сильным парам, как Питер Макнамара—Пол Макнами и Хайнц Гюнтхардт—Боб Хьюитт. В одиночном разряде он дошёл до финала в турнире Гран-при в Каире, а позже выиграл представительный «челленджер» в Целль-ам-Зе, где был посеян третьим. Год он завершил на подступах к Top-50 мирового рейтинга.
В 1980 году на пути в полуфинал Открытого чемпионата Австрии Кирмайр победил бывшую первую ракетку мира Илие Настасе, а в Боготе вышел в третий за карьеру финал Гран-при в одиночном разряде. В парах он трижды выходил в финал, победив в Боготе, а в полуфинале в Сантьяго обыграв с Жуаном Суарисом посеянных первыми Ганса Гильдемайстера и будущую первую ракетку мира Андреса Гомеса.
Свои лучшие результаты в одиночном разряде Кирмайр показал в первой половине 1981 года. В рамках «челленджера» в Сан-Паулу он обыграл Эдди Диббса и Илие Настасе, входящих в десятку сильнейших игроков мира. Затем в мае дошёл до финала крупного турнира WCT в Нью-Йорке, победив во втором круге Джона Макинроя, через два месяца ставшего чемпионом Уимблдона. Наконец, на Открытом чемпионате Франции он вышел в четвёртый круг, показав свой лучший результат в турнирах Большого шлема в одиночном разряде. После выхода в третий круг на Уимблдоне и полуфинал турнира Гран-при в Гштаде он остиг к августу 36-й строчки в рейтинге — высшей в своей одиночной карьере.
В 1982 году Кирмайр в последний раз вышел в финал турнира Гран-при в одиночном разряде. Это произошло в Гуаруже (Бразилия) в начале сезона, а в его конце он три раза подряд добирался до полуфинала на турнирах Гран-при в других бразильских городах, завершив сезон на 52-м месте в рейтинге. В парном разряде он, как и за шесть лет до этого, трижды праздновал победу в турнирах Гран-при, но на сей раз к трём титулам добавились ещё и три проигранных финала. Среди побеждённых пар были чехи Павел Сложил и Томаш Шмид, финалисты Итогового турнира WCT Виктор Амайя и Хэнк Пфистер, а также Илие Настасе и аргентинец Хосе Луис Клерк. К концу года Кирмайр поднялся до 26-го места среди игроков, выступающих в парном разряде. На следующий год он развил успех: хотя выиграть ему удалось только один турнир весной, на Открытом чемпионате Франции он дошёл с Кассиу Моттой до четвертьфинала, а затем вышел в финал двух крупных турниров в Индианаполисе и Цинциннати. В октябре он поднялся в рейтинге игроков в парном разряде до шестого места. В январе следующего года они с Моттой приняли участие в турнире Мастерс — итоговом состязании года, где собрались шесть лучших пар мира, — но уступили в первом же круге.
В дальнейшем карьера Кирмайра пошла на спад. В 1985 году он в последний раз за карьеру попал в финал турнира Гран-при — в сентябре 1985 года в Женеве, уже занимая в рейтинге место в середине третьей сотни. Выход в финал после победы с Моттой над двумя парами из числа сильнейших в мире (сначала над Сложилом и Шмидом, а затем над Хайнцем Гюнтхардтом и Балажем Тароци) позволил ему совершить рывок в первую сотню рейтинга. Там он сумел удержаться на протяжении всего следующего сезона, выиграв за год с Моттой четыре «челленджера» в Бразилии и дойдя до третьего круга на Открытом чемпионате США. Для аналогичного результата в одиночном разряде ему хватило одного выигранного «челленджера» и двух поражений в финалах. В 1987 году Кирмайр резко сократил активность, хотя продолжал участвовать в ограниченном количестве второстепенных профессиональных турниров вплоть до 1989 года, завершив карьеру в декабре поражением в первом круге «челленджера» в своём родном Сан-Паулу.

## Участие в финалах турниров Гран-при за карьеру (29)

### Одиночный разряд (5)

#### Поражения (5)
| №  | Дата        | Турнир            | Покрытие | Соперник в финале | Счёт в финале |
| -- | ----------- | ----------------- | -------- | ----------------- | ------------- |
| 1. | 4 дек 1976  | Сантьяго, Чили    | Грунт    | Хосе Игерас       | 7-5, 4-6, 4-6 |
| 2. | 9 апр 1979  | Каир, Египет      | Грунт    | Петер Фейгль      | 5-7, 6-3, 1-6 |
| 3. | 10 ноя 1980 | Богота, Колумбия  | Грунт    | Доминик Бедель    | 4-6, 6-7      |
| 4. | 4 мая 1981  | Нью-Йорк, США     | Грунт    | Эдди Диббс        | 3-6, 2-6      |
| 5. | 18 янв 1982 | Гуаружа, Бразилия | Грунт    | Ван Виницки       | 3-6, 3-6      |

### Парный разряд (24)

#### Победы (10)
| №   | Дата        | Турнир                  | Покрытие | Партнёр           | Соперники в финале              | Счёт в финале |
| --- | ----------- | ----------------------- | -------- | ----------------- | ------------------------------- | ------------- |
| 1.  | 25 апр 1976 | Мадрид, Испания         | Грунт    | Эдуардо Мандарино | Колин Дибли Джон Эндрюс         | 7-6, 4-6, 8-6 |
| 2.  | 3 мая 1976  | Флоренция, Италия       | Грунт    | Колин Дибли       | Петер Сёке Балаж Тароци         | 5-7, 7-5, 7-5 |
| 3.  | 22 ноя 1976 | Буэнос-Айрес, Аргентина | Грунт    | Тито Васкес       | Рикардо Кано Белус Пражу        | 6-4, 7-5      |
| 4.  | 18 июн 1979 | Западный Берлин         | Грунт    | Иван Лендл        | Станислав Бирнер Хорхе Эндрю    | 6-2, 6-1      |
| 5.  | 24 сен 1979 | Мадрид (2)              | Грунт    | Кассиу Мотта      | Робин Драйсдейл Джон Фивер      | 7-6, 6-4      |
| 6.  | 10 ноя 1980 | Богота, Колумбия        | Грунт    | Альваро Фильоль   | Андрес Гомес Рикардо Икаса      | 6-4, 6-3      |
| 7.  | 7 июн 1982  | Венеция, Италия         | Грунт    | Кассиу Мотта      | Хосе Луис Клерк Илие Настасе    | 6-4, 6-2      |
| 8.  | 25 окт 1982 | Кёльн, ФРГ              | Хард (i) | Хосе Луис Дамиани | Ганс-Дитер Бёйтель Кристоф Ципф | 6–2, 3–6, 7–5 |
| 9.  | 15 ноя 1982 | Сан-Паулу, Бразилия     | Грунт    | Кассиу Мотта      | Питер Макнамара Ферди Тайган    | 6-3, 6-1      |
| 10. | 4 апр 1983  | Лиссабон, Португалия    | Грунт    | Кассиу Мотта      | Павел Сложил Ферди Тайган       | 7-5, 6-4      |

#### Поражения (14)
| №   | Дата        | Турнир                               | Покрытие | Партнёр       | Соперники в финале               | Счёт в финале |
| --- | ----------- | ------------------------------------ | -------- | ------------- | -------------------------------- | ------------- |
| 1.  | 7 ноя 1977  | Богота, Колумбия                     | Грунт    | Хорхе Эндрю   | Ганс Гильдемайстер Белус Пражу   | 4-6, 2-6      |
| 2.  | 30 апр 1978 | Талса, Оклахома, США                 | Хард (i) | Рикардо Икаса | Ван Виницки Расселл Симпсон      | 6-4, 6-7, 2-6 |
| 3.  | 17 июл 1978 | Штутгарт, ФРГ                        | Грунт    | Белус Пражу   | Ян Кодеш Томаш Шмид              | 3-6, 6-7      |
| 4.  | 11 июн 1979 | Брюссель, Бельгия                    | Грунт    | Балаж Тароци  | Питер Макнамара Билли Мартин     | 7-5, 5-7, 4-6 |
| 5.  | 8 окт 1979  | Барселона, Испания                   | Грунт    | Кассиу Мотта  | Паоло Бертолуччи Адриано Панатта | 4-6, 3-6      |
| 6.  | 21 июл 1980 | Открытый чемпионат Австрии, Кицбюэль | Грунт    | Крис Льюис    | Ульрих Мартен Клаус Эберхард     | 4-6, 6-3, 4-6 |
| 7.  | 24 ноя 1980 | Сантьяго, Чили                       | Грунт    | Жуан Суарис   | Рикардо Икаса Белус Пражу        | 6-4, 6-7, 4-6 |
| 8.  | 8 июн 1981  | Брюссель (2)                         | Грунт    | Кассиу Мотта  | Андрес Гомес Рикардо Кано        | 2-6, 2-6      |
| 9.  | 18 янв 1982 | Гуаружа, Бразилия                    | Clay     | Кассиу Мотта  | Фил Дент Ким Уорик               | 7-6, 2-6, 3-6 |
| 10. | 25 апр 1982 | Лас-Вегас, США                       | Хард     | Ван Виницки   | Шервуд Стюарт Ферди Тайган       | 6-7, 4-6      |
| 11. | 4 окт 1982  | Барселона (2)                        | Грунт    | Кассиу Мотта  | Ханс Симонссон Андерс Яррид      | 3-6, 2-6      |
| 12. | 1 авг 1983  | Индианаполис, США                    | Грунт    | Кассиу Мотта  | Шервуд Стюарт Марк Эдмондсон     | 3-6, 2-6      |
| 13. | 15 авг 1983 | Цинциннати, США                      | Хард     | Кассиу Мотта  | Виктор Амайя Тим Галликсон       | 4-6, 3-6      |
| 14. | 16 сен 1985 | Женева, Швейцария                    | Грунт    | Кассиу Мотта  | Серхио Касаль Эмилио Санчес      | 4-6, 6-4, 5-7 |

## Дальнейшая карьера
После окончания выступлений в профессиональных турнирах Кирмайр занялся тренерской и административной работой. Он был капитаном сборной Бразилии (4 года) и сборной Великобритании (в 1986 году) в Кубке Дэвиса. Среди его воспитанников были Габриэла Сабатини, выигравшая с ним Открытый чемпионат США 1990 года; один из лучших в истории женского тенниса дуэтов — Аранча Санчес и Кончита Мартинес; Седрик Пьолин, Кассиу Мотта и Николас Перейра. Кирмайр возглавляет учебно-спортивный центр в Серра-Негра, на кортах которого в год играют 12 тысяч человек. Он также возглавляет первую в Бразилии теннисную клинику, которую открыл ещё в 1976 году, и ведёт теннисную колонку в журнале Lance.
Помимо тренерской деятельности, Карлус Кирмайр не прекращает и играть в теннис. Он продолжает выступать в турнирах ветеранов.